# Czertys
Czertys (968 m) – szczyt w południowo-wschodnim grzbiecie Gorca w Gorcach. W kolejności od północy na południe znajdują się w nim szczyty: Mraźnica (1163 m), Szlagowa (ok. 1010 m), Czertys (968 m) i Góra Szczylowska (937 m). Grzbiet ten, zwany Strzelowskim opada do doliny rzeki Ochotnicy, oddzielając doliny dwóch jej dopływów: Potoku Gorcowego i Młynnego.
Czertys porasta las, ale na jego południowo-zachodnich stokach znajduje się dużo trawiastych obszarów – to pozostałości dawnych hal pasterskich. Bezleśna jest również najniższa część jego stoków północno-wschodnich – to pola uprawne należącego do Ochotnicy Dolnej przysiółka Rąbańczyska. Nie prowadzi tędy żaden znakowany szlak turystyczny, ale całym grzbietem Strzelowskiego z Ochotnicy Dolnej na halę Gorc Młynieński prowadzi terenowa droga. Szczyt Czertysa omija po północno-wschodniej stronie.
Góra Szlagowa znajduje się w granicach wsi Ochotnica Dolna w województwie małopolskim, w powiecie nowotarskim, w gminie Ochotnica Dolna.